# Karol Machata
Karol Machata (Malacka, 1928. január 13. – Pozsony, 2016. május 3.) szlovák színművész, akit a magyar nézők is ismerhetnek a Szent Péter esernyője és az Éjféli mise című filmekből.

## Élete
Karol Machata 1928. január 13-án született Malackán. Már tizenkét évesen szerepelt a rádióban, és amatőr csoportokban is fellépett. 1951-ben színművészeti iskolát végzett Pozsonyban, előtte Turócszentmártonban játszott. 1953-tól 1998-ig a pozsonyi Nemzeti Színház tagja volt.
Sokat rádiózott, mesejátékok egész sorában szerepelt, meselemezeket is készített. Filmszínészként szerepelt a Padych Katalin bűne, Az utolsó boszorkány, A fából készült falu, A vörös bor és a Ballada a szürke galambról című filmekben, és főszerepet kapott két olyan filmben is, amely magyar-szlovák együttműködésben készült. A fiatal Wibra Györgyöt játszotta el Bán Frigyes 1958-as filmjében, Bara Margit partnere volt az 1962-ben bemutatott Éjféli mise című filmben, amelyet Jiří Krejčík rendezett Peter Karvaš színdarabja alapján.

## Filmszerepei
- Boj sa skoncí zajtra (1951) ... Munkás
- Lazy sa pohli (1952) ... Jozef Rendko
- Mladé srdcia (1952) ... Lestiak
- Pole neorané (1953)
- Drevená dedina (1955) ... Pavo Sechnár
- Andel na horách (1955) ... Zdenek Soukup
- Cisté ruky (1956)
- Zemianska cest (1957) ... Stevko Levicky
- Posledná bosorka (1957) ... Gaspar Sedmík
- Szent Péter esernyője (1958) ... Wibra Gyuri, ügyvéd
- Muz, ktory sa nevrátil (1959) ... Editor Zvara
- Shetskvetili simgera (1960) ... Ján Soviar
- Predjarie (1961)
- Vzdy mozno zacat (1961)
- Piesen o sivom holubovi (1961) ... Tanár
- Vylet po Dunaji (1962)
- Éjféli mise (1962) ... Marián Kubis
- Horoucí srdce (1963) ... Janko Král
- Ivanov (1964) ... Nikolai Ivanov
- Pripad pre obhájcu (1964)
- Zlocin slecny Bacilpysky (1970)
- Hladaci svetla (1971)
- Páni sa zabávajú (1971)
- Remek fickók (1972)
- Srdce na lane (1973)
- Trofej neznámeho strelca (1974) ... A kiállítás biztosa
- Hriech Kataríny Padychovej (1974)
- Skrytý pramen (1974)
- Stretnutie (1975) ... Peter - 45 éves
- Cervené víno I-II (1977) ... Silvester Bolebruch
- Talaj nélkül (1977) ... Dr. Mikesch
- Sókirályfi menyasszonya (1983) ... Pravoslav király
- Kohút nezaspieva (1986) ... Fischl
- Hody (1987)
- Nemozná (1988) ... Bohácik
- Nedaleko do neba (1988)
- A fekete kastély (1990)

## Tévéfilmek
- Najdúch (1992)
- Tvar v rose (1988)
- Frankenstein nagynénje .... Narrátor (6 epizód, 1987)
- Konecne bude mier (1984)
- Vivát, Benyovszky!  (tévésorozat, 1975) .... Du Ternay

## Színházi szerepei
- Geľo Sebechlebský
- Jánošík
- Friedrich Schiller: Haramiák (főszerep)
- Shakespeare-művekben
- Csehov-szerepek
- Cyrano de Bergerac

## Díjak és kitüntetések
- Érdemes Művész (1967)
- Nemzeti Művész (1969)
- Pribina kereszt második fokozata (2003)